# Духновский, Игорь Александрович
И́горь Алекса́ндрович Духно́вский (укр. Ігор Олександрович Духновський; 17 мая 1972, Красноперекопск, Крымская область) — украинский футболист, игравший на позициях полузащитника и нападающего.

## Биография
Начал профессиональную карьеру в 1992 году, в составе севастопольской «Чайки», выступавшей во Второй лиге чемпионата Украины. В 14 играх забил 5 голов, чем привлёк внимание клубов высшего дивизиона, и уже в зимнее межсезонье перешёл в стан действующего чемпиона страны — симферопольской «Таврии». Дебютировал в высшей лиге 14 марта 1993 года, на 83-й минуте домашнего матча против «Кремня» заменив Садриддина Ишмирзаева (позднее результат данного матча был аннулирован, а «Таврии» было засчитано техническое поражение за выход на поле дисквалифицированного Евгения Драгунова). Провёл в составе клуба полтора сезона, не забив ни одного гола. В 1994 стал игроком армянского «Титана» из Второй лиги Украины, где провёл год. В следующем сезоне вернулся в элитный дивизион, перейдя в кировоградскую «Звезду-НИБАС», однако не смог закрепиться в составе команды и уже через полгода вернулся в «Титан». В 1997 снова стал игроком «Таврии», а в следующем — дебютировавшего в Высшей лиге мариупольского «Металлурга», однако ни там, ни там основных ролей не отыгрывал. В 1999 году провёл последний матч на профессиональном уровне. По завершении карьеры некоторое время выступал в любительском чемпионате Украины за «Химик» из родного Красноперекопска.